# Amour libre
Pour les articles homonymes, voir Amour libre (homonymie).
« Liberté sexuelle » redirige ici. Pour le film pornographique, voir Liberté sexuelle (film).

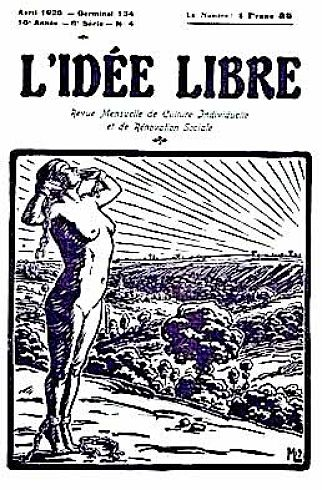
L’Idée libre d'avril 1926.

Le terme d’amour libre est utilisé depuis la fin du XIXe siècle pour décrire un mouvement social qui rejette le mariage, perçu comme une forme d'esclavage social, surtout pour les femmes. Une grande partie de la tradition de l'amour libre est un produit de l'anarchisme civique, qui recherche la non-ingérence de l'État ou de l'Église dans les relations humaines. Même si cette notion est souvent rapprochée du droit au plaisir ou à des relations multiples, historiquement ce mouvement revendiquait plutôt l'absence de régulation par la loi des relations amoureuses engagées librement.

## Les principes
La tradition de l’amour libre reflète grandement la philosophie libertaire, qui cherche à s'affranchir de la réglementation de l'État et de l'ingérence de l'Église dans les relations personnelles. Selon ce concept, les unions libres d'adultes sont des relations légitimes qui doivent être respectées par tous les tiers, qu'il s'agisse de relations affectives ou sexuelles. En outre, certains auteurs ont soutenu que les hommes et les femmes ont le droit au plaisir sexuel sans contrainte sociale ou légale. Si l’amour libre était une notion radicale à l'époque victorienne, ce concept a plus tard été lié au changement social, comme signe avant-coureur d'une nouvelle sensibilité anti-autoritaire et anti-répressive.
La classe moyenne américaine voyait le foyer familial où les rôles en fonction du genre sont ainsi bien définis comme un lieu stable dans un monde incertain. L’amour libre serait une réaction à ce modèle « classique ».
L’expression « amour libre » est souvent associée à la promiscuité (au sens sexuel) dans l’imaginaire collectif, surtout en référence à la contre-culture des années 1960 et 1970. Pourtant, l’amour libre n’a historiquement jamais préconisé de partenaires sexuels multiples ou de relations sexuelles de court terme. Elle soutient que les relations sexuelles librement consenties ne devraient pas être réglementées par la loi.
Les deux grandes convictions de ses défenseurs sont les suivantes : l’opposition à l'idée d'une activité sexuelle forcée dans une relation et le droit pour une femme d’utiliser son corps comme elle l'entend.

L'amour libre n'est pas que le rejet du mariage, même si la critique du mariage (et la notion d'esclavage) est au centre de cette démarche. Selon ce concept, l'union libre d'adultes est une relation légitime qui devrait être respectée. 

## Amour libre et féminisme
L'histoire de l'amour libre est liée à l'histoire du féminisme. Dès la fin du XVIIIe siècle, de nombreuses féministes de premier plan, telles que Mary Wollstonecraft, ont contesté l'institution du mariage, demandant son abolition.
Selon ces dernières, une femme mariée n'est qu'une épouse et une mère dans l’imaginaire collectif, ce qui la prive de la possibilité d'exercer d'autres professions. Ce ne sont pas seulement les mœurs, mais également les lois, qui empêchaient alors l’emploi des femmes mariées et des mères dans l’enseignement. En 1855, Mary Gove Nichols (1810-1884),  décrit le mariage comme « l'annihilation de la femme », expliquant que les femmes étaient considérées comme la propriété des hommes en droit et dans le sentiment public ce qui permettait aux hommes tyranniques de priver leur femme de toute liberté,. Ainsi, la loi autorisait souvent un mari à battre sa femme.
Pour les partisans de l'amour libre, l'acte sexuel n'était pas seulement une question de reproduction. L'accès au contrôle des naissances était considéré comme un moyen d'assurer l'indépendance des femmes, et les militantes les plus influentes dans ce domaine ont également adopté l'amour libre. 
Ces militantes avaient donc pour but de faire respecter le droit des femmes et de discuter librement de questions telles que la contraception, la violence sexuelle conjugale (qu’elle soit émotionnelle ou physique) et l'éducation sexuelle. Parler de la sexualité féminine était un moyen d’aider les femmes à se prendre en charge. Pour atteindre cet objectif, ces militantes se sont appuyées sur les livres, les brochures et les périodiques, et le mouvement a ainsi été soutenu pendant plus de cinquante ans, propageant les principes de l'amour libre partout aux États-Unis.
Pourtant, des féministes telles que Madeleine Vernet et Madeleine Pelletier se montrent plus critiques à l’égard de l’amour libre. Selon elles, la liberté amoureuse et sexuelle ne saurait assurer l’égalité des sexes. Pour Madeleine Vernet, l’amour libre « loin d’aider à l’affranchissement de la femme, est le plus souvent pour elle une source nouvelle de servitude et de souffrance », car « il la livre aux caprices de l’homme, aux dangers de l’avortement, de l’abandon et de la misère ». Madeleine Pelletier dénonce de plus l’oppression sexuelle subie par les femmes dans ses nombreuses brochures : La prétendue infériorité psychophysiologique des femmes (1904) ; L’Émancipation sexuelle de la femme (1911) ; L’éducation féministe des filles (1914) ; De la prostitution (1928) ; La rationalisation sexuelle (1935).  Toutes deux racontent ainsi les limites de l’égalité amoureuse et sexuelle, que peuvent rencontrer les femmes, y compris dans l'amour libre.

## Historique

### Les origines du mouvement
Dans ses Principes de la Sociologie, le sociologue anglais Herbert Spencer fait un plaidoyer en faveur de la mise en place du divorce libre. Il rappelle les deux composantes principales du mariage : « l’union par l’affection » et « l’union par la loi », et argumente que si la première est absente, la seconde n’a pas raison d’être. La dissolution du mariage devrait donc uniquement suivre l’affection et non pas ce qui est habituellement requis par un divorce. 
Cette question de l’amour libre faisait alors  particulièrement écho aux droits des femmes puisque la plupart des lois sexuelles, comme les lois sur le mariage ou les mesures anticonceptionnelles, étaient discriminatoires à l'égard des femmes.

### XXesiècle

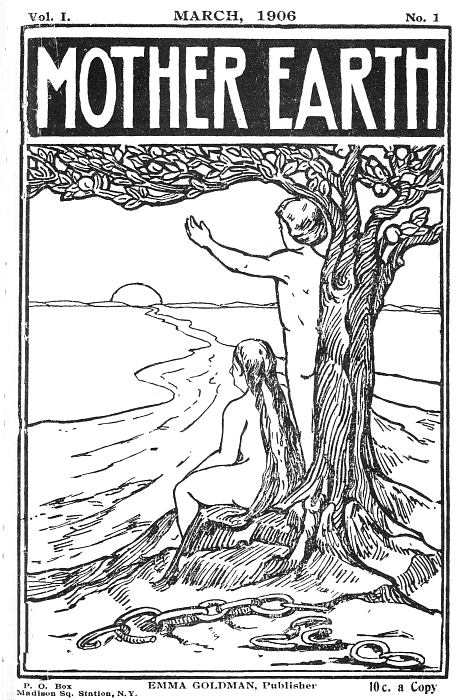
Mother Earth no 1, 1er mars 1906.

Au début du XXe siècle, c'est sans doute Emma Goldman qui formule la critique la plus radicale. Elle met en évidence la persistance de « l'instinct de propriété du mâle », même parmi les révolutionnaires : « dans son égocentrisme, l'homme ne supportait pas qu'il y eût d'autres divinités que lui », une analyse qu'elle développe dans La Tragédie de l'émancipation féminine publié dans Mother Earth en mars 1906.
Elle s'oppose aux conceptions traditionnelles de la famille, de l'éducation et des rapports de genre. Elle s'attaque à l'institution du mariage dont elle dit que « c'est premièrement un arrangement économique… [la femme] le paie avec son nom, sa vie privée, son estime de soi, toute sa vie ».
Le mouvement hippie fut, dans les années 1960, un promoteur de l'amour libre au point que l'expression lui est souvent associé : Peace and love. La sexualité, en particulier, n'y est plus perçue uniquement comme moyen de reproduction.

### France
Dans les quartiers bohèmes de Montmartre et Montparnasse, de nombreuses personnes comme l'anarchiste Benoît Broutchoux aimaient l’idée de choquer les sensibilités « bourgeoises » de la société dans laquelle ils ont grandi, notamment en vivant un amour libre. Des militantes radicales comme Madeleine Pelletier, restaient célibataires par engagement, pratiquaient des avortements, distribuaient des contraceptifs et faisaient de l’éducation sexuelle.
En France, l’un des plus importants militants de l’amour libre est sans nul doute l'anarchiste Emile Armand. Prônant le naturisme et le polyamour dans ses écrits, notamment dans ce qu'il appelle « la camaraderie amoureuse », il écrit de nombreux articles de propagande sur ce sujet, par exemple dans l’article De la liberté sexuelle (1907) où il défend non seulement l’amour libre mais aussi l’amour pluriel.
Son militantisme inclut également la traduction de textes d’Alexandra Kollontai et Wilhelm Reich ainsi que des écrits d'associations d'amour libre qui tentent de mettre en pratique la camaraderie amoureuse.
Parmi les groupes de défense de l'amour libre actifs durant cette période, mentionnons l'Association d'Études sexologiques et la Ligue mondiale pour la Réforme sexuelle sur une base scientifique.

### Espagne
En 1916, l'artiste d'avant-garde liée au surréalisme Victorina Durán, fondatrice du Cercle saphique de Madrid, est l'une des personnalités de l'amour libre.
L'une des autres grandes pionnières de l'amour libre en Espagne est la médecin Amparo Poch y Gascón  (1902-1968), qui doit s'exiler à Toulouse, en France, après la guerre d'Espagne et de l'arrivée au pouvoir de Franco, menacée du fait de ses idées.

## Documents vidéo
- Juan Gamero, Vivir la utopía (Vivre l'utopie), 96 min, TV Catalunya, 1997, voir en ligne.